# بطولة العالم لكرة الطائرة للرجال 1974
أقيمت بطولة العالم لكرة الطائرة للرجال 1974 في دورتها الثامنة في مدينة مكسيكو في المكسيك في الفترة من 12 أكتوبر وإلى 28 أكتوبر 1974.

## المنتخبات المشاركة
| المجموعة أ – غوادالاخارا - كوبا - ألمانيا الشرقية - إيطاليا - فنزويلا | المجموعة ب – مكسيكو سيتي - جمهورية الدومينيكان - المكسيك - هولندا - تونس | المجموعة ج – مونتيري - بلغاريا - البرازيل - فرنسا - بنما |

| المجموعة د – تيخوانا - بلجيكا - كندا - الصين - اليابان | المجموعة هـ – بويبلا - تشيكوسلوفاكيا - كوريا الجنوبية - بورتوريكو - رومانيا | المجموعة و – تولوكا - مصر - بولندا - الاتحاد السوفيتي - الولايات المتحدة |

## الترتيب النهائي
| 1. بولندا 2. الاتحاد السوفيتي 3. اليابان 4. ألمانيا الشرقية 5. تشيكوسلوفاكيا 6. رومانيا 7. بلغاريا 8. كوبا 9. البرازيل 10. المكسيك 11. بلجيكا 12. هولندا 13. كوريا الجنوبية 14. الولايات المتحدة 15. الصين 16. فرنسا 17. مصر 18. تونس 19. إيطاليا 20. كندا 21. فنزويلا 22. جمهورية الدومينيكان 23. بورتوريكو 24. بنما | \| بطولة العالم لكرة الطائرة للرجال 1974 \| \| ------------------------------------- \| \| · بولندا · للمرة الأولى \| |
| بطولة العالم لكرة الطائرة للرجال 1974 | |
| · بولندا · للمرة الأولى | |